# Benafarces
Benafarces ist ein nordspanischer Ort und eine Gemeinde (municipio) mit 70 Einwohnern (Stand: 2024) im äußersten Westen der Provinz Valladolid der Autonomen Gemeinschaft Kastilien-León.

## Lage
Der Ort Benafarces liegt in der Comarca Tierra del Vino in der kastilischen Hochebene in einer Höhe von etwa 735 m ü. d. M. Die Provinzhauptstadt Valladolid befindet sich knapp 60 km (Fahrtstrecke) östlich; die historisch bedeutsame Kleinstadt Toro ist nur gut 14 km in südwestlicher Richtung entfernt. Das Klima im Winter ist durchaus kalt, im Sommer dagegen warm bis heiß; die spärlichen Regenfälle (ca. 385 mm/Jahr) fallen verteilt übers ganze Jahr.

## Bevölkerungsentwicklung
| Jahr      | 1857 | 1900 | 1950 | 2000 | 2016 |
| Einwohner | 464  | 488  | 413  | 115  | 75   |

Der Bevölkerungsrückgang in der zweiten Hälfte des 20. Jahrhunderts ist im Wesentlichen auf die Mechanisierung der Landwirtschaft und den damit einhergehenden Verlust von Arbeitsplätzen zurückzuführen.

## Wirtschaft
Die auf den fruchtbaren Lehm- und Lössböden der Tierra del Vino betriebene Feldwirtschaft und die Haltung von Kleinvieh (v. a. Hühner) bildeten jahrhundertelang die Lebensgrundlage der als Selbstversorger lebenden Bevölkerung der Region; Pferde und Esel wurden als Zug- und Tragtiere gehalten. Seit dem Mittelalter entwickelten sich auch Handwerk, Kleinhandel und Dienstleistungsbetriebe aller Art, die jedoch inzwischen zumeist wieder verschwunden sind.

## Geschichte
In vorrömischer Zeit gehörte die Region zum Siedlungsgebiet des keltischen Volksstamms der Vaccäer; später kamen Römer und Westgoten und im 8. Jahrhundert wurde das Gebiet von den Mauren überrannt – alle vier Kulturen haben jedoch in dem Gebiet nur wenige archäologisch verwertbare Spuren hinterlassen. Bereits im 9. Jahrhundert eroberten asturisch-leonesische Heere die Gebiete nördlich des Duero zurück (reconquista). Ende des 10. Jahrhunderts machte der maurische Heerführer Almansor die christlichen Erfolge vorübergehend wieder zunichte, aber im 11. Jahrhundert dehnte das Königreich León sein Herrschaftsgebiet erneut bis zur Duero-Grenze aus und betrieb eine Politik der Wiederbevölkerung (repoblación). Nach vorangegangenen Versuchen vereinigte sich León im Jahr 1230 endgültig mit dem Königreich Kastilien, doch kam es auch in der Folgezeit immer wieder zu Auseinandersetzungen. Seine Blütezeit erlebte der Ort im ausgehenden Mittelalter und in der frühen Neuzeit.

## Sehenswürdigkeiten
- Die zur Gänze aus Hausteinen erbaute Iglesia de Santa María la Nueva entstammt dem 16. Jahrhundert. Die – später aufgestockte –  Apsis und das Kirchenschiff sind von außen durch Strebepfeiler stabilisiert und gegliedert. Der Glockenturm stürzte Ende der 1990er Jahre ein und so wurde das rippengewölbte Kirchenschiff nach Westen durch eine Glasfassade geschlossen. Das einfache isabellinische Portal befindet sich auf der Südseite. Die Apsis zeigt ein schönes Sterngewölbe.[5]
- Das Rathaus (ayuntamiento) ist in einem breitgelagerten aber insgesamt eher unscheinbaren zweigeschossigen Gebäude untergebracht.